# Kořen (matematika)

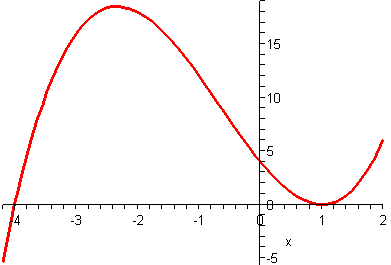
Graf polynomiální funkce se dvěma kořeny a.

Kořenem funkce {\displaystyle f} se v matematice nazývá takový prvek a z definičního oboru funkce {\displaystyle f}, v němž funkce {\displaystyle f} nabývá nulové hodnoty. Přesněji kořenem funkce je každá hodnota {\displaystyle a} splňující rovnici {\displaystyle f}({\displaystyle a}) = 0.
Pro nejběžnější případ, kdy je definiční obor funkce {\displaystyle f} podmnožinou komplexních resp. reálných čísel, je kořen bod, v němž graf funkce {\displaystyle f} protíná komplexní rovinu resp. osu {\displaystyle x} souřadnicového systému.

## Kořen polynomu
Polynom jedné proměnné stupně {\displaystyle n} s komplexními koeficienty chápaný jako funkce může mít nejvýše {\displaystyle n} různých komplexních kořenů. Je-li {\displaystyle a} kořenem polynomu {\displaystyle P(x)}, pak {\displaystyle (x-a)}dělí {\displaystyle P(x)} a tedy {\displaystyle {\frac {P(x)}{(x-a)}}} je polynom stupně {\displaystyle n-1}.
Podle základní věty algebry má každý polynom jedné proměnné stupně {\displaystyle n} s komplexními koeficienty v komplexních číslech právě {\displaystyle n} kořenů, je-li každý počítán ve své násobnosti. Uvažujeme-li polynom nad reálnými čísly, pak tato situace nemusí obecně platit – např. polynom {\displaystyle x^{2}+1} nemá řešení v oboru reálných čísel.
Řešení: {\displaystyle x^{2}+1=0;} {\displaystyle x^{2}=-1}; {\displaystyle x=\pm i} .

## Metody výpočtu

### Přímý výpočet
Je-li lineární polynom ({\displaystyle P(x)=ax+b;} kde {\displaystyle a\neq 0,b} jsou reálná nebo komplexní čísla, pak jeho kořenem je číslo {\displaystyle x_{0}=-{\frac {b}{a}}}.
Pro kvadratický polynom ({\displaystyle P(x)=ax^{2}+bx+c}), existují obecně dva kořeny {\displaystyle x_{1,2}={\frac {-b\pm {\sqrt {b^{2}-4ac}}}{2a}}}.
Příklad1: rovnice v součinném tvaru {\displaystyle (2x+1)(x-3)=0}
řešení:
{\displaystyle 2x+1=0\Rightarrow x_{1}=-{\frac {1}{2}}};
{\displaystyle x-3=0\Rightarrow x_{2}=3}
Pro výpočet kořenů kubického polynomu lze použít např. Cardanovy vzorce nebo Hornerovo schéma.
Příklad2: {\displaystyle x^{3}+3x^{2}+2x+6=0} , hledané řešení: {\displaystyle x\in R}
{\displaystyle x^{3}+3x^{2}+2x+6=0=(x-a)(x^{2}+px+q)} , kde {\displaystyle a} je kořen a {\displaystyle p,q\in R},
po roznásobení pravé strany a úpravě vytýkáním, vznikne rovnice:
{\displaystyle x^{3}+3x^{2}+2x+6=0=x^{3}+(p-a)x^{2}+(q-ap)x-aq}
porovnáním koeficientů u stejné mocniny {\displaystyle x} vznikne soustava tří rovnic o třech neznámých:
{\displaystyle 3=p-a}
{\displaystyle 2=q-ap}
{\displaystyle 6=-aq}
Vyřešené hodnoty {\displaystyle a=-3;p=0;q=2} lze dosadit do rovnice
{\displaystyle x^{3}+3x^{2}+2x+6=0=x^{3}+(p-a)x^{2}+(q-ap)x-aq=(x+3)(x^{2}+2)}
vyřešením rovnic v součinném tvaru je kořen rovnice pouze číslo {\displaystyle x_{1}=-3}, kvadratická rovnice {\displaystyle x^{2}+2=0} nemá v oboru {\displaystyle R} řešení.

### Aproximace
Najdeme-li dva body {\displaystyle x_{1}} a {\displaystyle x_{2}}, pro které platí {\displaystyle \operatorname {sgn}(P(x_{1}))=-\operatorname {sgn}(P(x_{2}))}, kde {\displaystyle \operatorname {sgn} } značí znaménkovou funkci signum ({\displaystyle P(x_{1})P(x_{2})<0}), pak existuje alespoň jeden kořen v intervalu {\displaystyle (x_{1},x_{2})}, (viz Bolzanova věta). Tento kořen lze najít metodou půlení intervalů nebo metodou tečen.

## Příklady
- Funkce {\displaystyle f(x)=e^{x}} (viz Eulerovo číslo) nemá v reálných ani komplexních číslech kořen.
- Funkce {\displaystyle f(x)=sin(x)} (viz sinus) má nekonečně mnoho kořenů (je periodická) , a to právě čísla tvaru kπ, kde π je Ludolfovo číslo a k libovolné celé číslo.